# Room in Your Heart
"Room in Your Heart" é o terceiro single do álbum de 1989 do grupo britânico Living in a Box, Gatecrashing.
Rivalizou o single homônimo de 1987 da banda "Living in a Box" como a canção de maior sucesso das paradas. Ambas chegaram à 5ª posição na parada UK Singles Chart.

## Versões cover
Streetwize, um projeto boy band internacional cantou a versão cover da canção durante o evento de caridade irlandês Childline 2007.[carece de fontes?]
O falecido cantor italiano Mike Francis também regravou a canção.